# Лангвайлер (Біркенфельд)
Лангвайлер (нім. Langweiler) — громада в Німеччині, розташована в землі Рейнланд-Пфальц. Входить до складу району Біркенфельд. Складова частина об'єднання громад Геррштайн.
Площа — 5,20 км2. Населення становить 245 ос. (станом на 31 грудня 2020).